# مغني اللبيب عن كتب الأعاريب
مغني اللبيب عن كتب الأعاريب هو مصنف (لغوي) في حقل النحو من أبرز إسهامات ابن هشام الأنصاري المصري عالم النحو الكبيـر المُتَوَفَّى (761 هـ)، وهو مصنف فريد من نوعه ثري في مادته لا نظير له، وهذا الكتاب بمثابة واسطة العقد ما بين كل مصنفاته وقد سلك فيه نهجا مميزا حيث جمع الأدوات والحروف مصنفة على حروف المعجم وجمع شاردها وفصل قواعدها، ثم عرّج على الأحكام العامة للجمل وأشباهها، وما يتبَع ذلك من تقسيمات وتفريعات وتبيين للقواعد الكلية للنحو والأخطاء التي يقع فيها المعربون، وهو إلى جانب هذا كلــه غزير في شواهده القرآنية والشعــرية، كما ضمّن في ثناياه آراء الكثيرين من النحاة والأعلام السابقين على ابن هشام في كل مسألة. ومن الجدير بالذكر أن (المغني) مصنف دسم ممعن في الدقائق والتفاصيل لا يلائم المبتدئين في النحو أو المتوسطين إنما هو ملائمٌ لمن هم أعلى من المتوسطين بدرجة.

## مقدمة ابن هشام
'يبدأٌها بالثناء على الله -عز وجــل- ثم بالصلاة والتسليم علي النبي -صلي الله عليه وسلم- ، ثم يأخذ في الثناء على علم النحو العربي باعتباره هو المُوصل والدالُّ والمُعين على فهم كتاب الله (القرآن الكريم) كما أنه يُعين أيضا على فهم الحديث النبوي وفهم معناه فيقول: «فإن أولى ما تقترحه القرائح، وأعلى ما تجنح إلى تحصيله الجوانح، ما يتيسر به فهم كتاب الله المنزَّل، ويتضح به معنى حديث نبيه المرسل، فإنهما الوسيلة إلى السعادة الأبدية، والذريعة إلى تحصيل المصالح الدينية والدنيوية، وأصل ذلك علم الإعراب الهادي إلى صوب الصواب»
ثم يثني على كتــابه قائلا: 
«دونك كتابا تشد الرّحال فِيمَا دونه وتقف عِنْده فحول الرِّجَال وَلَا يعدونه إِذْ كَانَ الْوَضع فِي هَذَا الْغَرَض لم تسمح قريحة بمثاله وَلم ينسج ناسج على منواله وَمِمَّا حثني على وَضعه أنني لما أنشأت فِي مَعْنَاهُ الْمُقدمَة الصُّغْرَى الْمُسَمَّاة بالْإِعْرَاب عَن قَوَاعِد الْإِعْرَاب حسن وقعها عِنْد أولي الْأَلْبَاب وَسَار نَفعهَا فِي جمَاعَة الطلاب مَعَ أَن الَّذِي أودعته فِيهَا بِالنِّسْبَةِ إِلَى مَا ادخرته عَنْهَا كشذرة من عقد نحر بل كقطرة من قطرات بَحر وَهَا أَنا بائح بِمَا أسررته مُفِيد لما قَرّرته وحررته مقرب فَوَائده للأفهام وَاضع فرائده على طرف الثمام لينالها الطلاب بِأَدْنَى إِلْمَام سَائل من حسن خيمه وَسلم من دَاء الْحَسَد أديمه إِذا عثر على شَيْء طَغى بِهِ الْقَلَم أَو زلت بِهِ الْقدَم أَن يغتفر ذَلِك فِي جنب مَا قربت إِلَيْهِ من الْبعيد ورددت عَلَيْهِ من الشريد وأرحته من التَّعَب وصيرت القاصي يُنَادِيه من كثب وَأَن يحضر قلبه أَن الْجواد قد يكبو وَأَن الصارم قد ينبو وَأَن النَّار قد تخبو وَأَن الْإِنْسَان مَحل النسْيَان وَأَن الْحَسَنَات يذْهبن السَّيِّئَات (وَمن ذَا الَّذِي تُرْضى سجاياه كلهَا... كفى الْمَرْء نبْلًا أَن تعد معايبه)»
	ثم شــرَع في وضع خطة تفصيلية لكتابه وقسمه إلى ثمانية أبواب، فيقول: "وينحصر فِي ثَمَانِيَة أَبْوَاب:
- الْبَاب الأول فِي تَفْسِير الْمُفْردَات وَذكر أَحْكَامهَا
- الْبَاب الثَّانِي فِي تَفْسِير الْجمل وَذكر أقسامها وأحكامها
- الْبَاب الثَّالِث فِي ذكر مَا يتَرَدَّد بَين الْمُفْردَات والجمل وَهُوَ الظّرْف وَالْجَار وَالْمَجْرُور وَذكر أحكامهما
- الْبَاب الرَّابِع فِي ذكر أَحْكَام يكثر دورها ويقبح بالمُعرب جهلها
- الْبَاب الْخَامِس فِي ذكر الْأَوْجه الَّتِي يدْخل على الْمُعَرّف الْخلَل من جِهَتهَا
- الْبَاب السَّادِس فِي التحذير من أُمُور اشتهرت بَين المعربين وَالصَّوَاب خلَافهَا
- الْبَاب السَّابِع فِي كَيْفيَّة الْإِعْرَاب
- الْبَاب الثَّامِن فِي ذكر أُمُور كُلية يتَخَرَّج عَلَيْهَا مَا لَا ينْحَصر من الصُّور الْجُزْئِيَّة. "

## طبعاته
صدرت للكتاب طبعات كثيرة من أشهرها:
1. طبعة العلم النحوي الشيخ محمد محيي الدين عبد الحميد، في مجلد واحد.
2. طبعة العالمين النحويين الدكتور مازن المبارك والأستاذ محمد علي حمد الله، بإشراف الأستاذ سعيد الأفغاني، في مجلدين.[2]
3. طبعة العالم النحوي الدكتور عبد اللطيف الخطيب، في سبعة مجلدات.
4. طبعة العالم النحوي الدكتور فخر الدين قباوة، في مجلد واحد.